# Johann Friedrich Eosander von Göthe
Johann Friedrich Nilsson Eosander, znany jako Eosander von Göthe (ur. przed 23 sierpnia 1669 w Stralsundzie, zm. 22 maja 1728 w Dreźnie) – niemiecki architekt pochodzenia szwedzkiego. W swojej twórczości przeszedł od późnego baroku do klasycyzmu.

## Życiorys
Od 1692 do 1713 służył na dworze Fryderyka I Pruskiego, następnie zaś u Karola XII. Od 1699 przebywał w Berlinie, zaś od 1722 w Dreźnie.
Od 1704 nadzorował rozbudowę pałacu Charlottenburg. W latach 1706–1708 nadzorował rozbudowę środkowej części pałacu  Monbijou. Od 1707 kontynuował po Andreasie Schlüterze budowę zamku w Berlinie. W latach 1724–1725 wzniósł pałac w Übigau.